# Episodi di Moonlight
La prima e unica stagione di Moonlight, composta da 16 episodi, è andata in onda sulla CBS dal 28 settembre 2007 al 16 maggio 2008.
In Italia è andata in onda, in prima visione assoluta, sul canale pay Steel, canale pay della piattaforma Mediaset Premium, a partire dal 31 ottobre 2008.
| nº | Titolo originale          | Titolo italiano              | Prima TV USA      | Prima TV Italia  |
| -- | ------------------------- | ---------------------------- | ----------------- | ---------------- |
| 1  | No Such Thing as Vampires | I vampiri non esistono       | 28 settembre 2007 | 31 ottobre 2008  |
| 2  | Out of the Past           | Ritorno al passato           | 5 ottobre 2007    | 31 ottobre 2008  |
| 3  | Dr. Feelgood              | Dr. Benessere                | 12 ottobre 2007   | 7 novembre 2008  |
| 4  | Fever                     | Legame di sangue             | 19 ottobre 2007   | 7 novembre 2008  |
| 5  | Arrested Development      | Immaturità eterna            | 26 ottobre 2007   | 14 novembre 2008 |
| 6  | B.C.                      | Una vecchia fiamma           | 2 novembre 2007   | 14 novembre 2008 |
| 7  | The Ringer                | Sosia                        | 9 novembre 2007   | 21 novembre 2008 |
| 8  | 12:04 AM                  | Un orribile ritorno          | 16 novembre 2007  | 21 novembre 2008 |
| 9  | Fleur de Lis              | Fiore di giglio              | 23 novembre 2007  | 28 novembre 2008 |
| 10 | Sleeping Beauty           | La bella addormentata        | 14 dicembre 2007  | 28 novembre 2008 |
| 11 | Love Lasts Forever        | L'amore è eterno             | 11 gennaio 2008   | 5 dicembre 2008  |
| 12 | The Mortal Cure           | La cura mortale              | 18 gennaio 2008   | 5 dicembre 2008  |
| 13 | Fated to Pretend          | Destinato a fingere          | 25 aprile 2008    | 12 dicembre 2008 |
| 14 | Click                     | La dura vita delle celebrità | 2 maggio 2008     | 12 dicembre 2008 |
| 15 | What's Left Behind        | Quello che si abbandona      | 9 maggio 2008     | 19 dicembre 2008 |
| 16 | Sonata                    | Moonlight Sonata             | 16 maggio 2008    | 19 dicembre 2008 |

## I vampiri non esistono
- Titolo originale: No Such Thing as Vampires
- Diretto da: Rod Holcomb
- Scritto da: Trevor Munson e Ron Koslow

### Trama
Mick St. John pensa come sarebbe avere l'opportunità di spiegare la sua vera natura, sta immaginando un'intervista dove poter sfatare i falsi miti sui vampiri quando in internet vede un servizio di Beth Turner sul ritrovamento di un cadavere di una ragazza in una fontana della città. Attratto dal loro comune passato Mick si avventura sul luogo del delitto per vederla di nuovo ventidue anni dopo averla ritrovata dopo il suo rapimento.
Giornalista investigativa per BuzzWire, Beth prima attribuisce l'assassino all'attacco di un vampiro dopo aver visto il segno di un morso sul collo della vittima, in seguito ritrova l'auto della vittima e la identifica grazie al permesso di parcheggio dell'Hearst College. Anche Mick, investigatore privato, decide di indagare sull'omicidio per salvaguardare la comunità di Vampiri residente a Los Angeles.
- Guest star: Jacob Vargas (Guillermo), Brian White (Tenente Carl Davis), Kevin Weisman, Tami Roman, Gigi Rice, Dean O’Gorman, Shoshana Bush e Rudolf Martin

## Ritorno al passato
- Titolo originale: Out of the Past
- Diretto da: Frederick E.O. Toye
- Scritto da: David Greenwalt

### Trama
Lee J. Spalding, un uomo ingiustamente incarcerato per omicidio, ottiene la libertà vigilata dopo venticinque anni di reclusione.
Mick è direttamente coinvolto nella vicenda perché nel 1983 aveva partecipato alle indagini dopo che un suo biglietto da vista era stato rinvenuto nella tasca della vittima.
Beth intervista Julia Stevens, l'autrice del libro sulla storia dell'uomo e parlando con lei scopre il coinvolgimento dell'investigatore privato Mick St. John nel caso.
- Guest star: Brian White (Tenente Carl Davis), Kevin Weisman, Jordan Belfi (Josh), David Fabrizio, Lisa Sheridan, Hal Williams, Tami Roman, Rachel Kimsey

## Dr. Benessere
- Titolo originale: Dr. Feelgood
- Diretto da: Scott Lutanen
- Scritto da: Gabrielle Stanton e Harry Werksman

### Trama
Beth ha scoperto la vera natura di Mick, ma nonostante i suoi timori non si allontana da lui e si reca al suo appartamento per capire.
Un uomo investito un passante si ferma per prestargli soccorso quando questi lo morde trasformandolo in un vampiro. Contravvenendo alle regole il vampiro anziano, il sire, abbandona il neo vampiro che schiavo della sua sete di sangue attacca e uccide brutalmente il commesso di un supermercato. Guillermo, il vampiro impiegato presso l'obitorio che procura il sangue a Mick, avvisa l'investigatore della situazione. L'indagine riporta alla memoria di Mick la notte della trasformazione, quando sua moglie l'ha reso un vampiro per unirlo a lei per sempre.
L'indagine vede ancora una volta Beth e Mick lavorare allo stesso caso permettendo alla ragazza di scoprire molte verità sui vampiri.
- Guest star: Jacob Vargas (Guillermo), Brian White (Tenente Carl Davis), Jordan Belfi (Josh), Brad Greenquist, Chris Payne Gilbert, Molly Culver, Cate Cohen, Jermaine Williams

## Legame di sangue
- Titolo originale: Fever
- Diretto da: Frederick E.O. Toye
- Scritto da: Jill Blotevogel

### Trama
Mick è moribondo in una vasca di uno squallido motel nel deserto dopo che Josh, il fidanzato di Beth, lo ha incaricato di ritrovare Leny l'ex babysitter della figlia di Hamir Faied, accusato dell'omicidio del suo socio Jack Toland. La ragazza, testimone chiave del processo, era sotto la protezione della polizia quando un uomo ha fatto irruzione nella casa sicura.
- Guest star: Jordan Belfi (Josh), Derk Cheetwood, Vanessa Lengies, Navid Negahban e James C. Victor.

## Immaturità eterna
- Titolo originale: Arrested Development
- Diretto da: Michael Fields
- Scritto da: Chip Johannessen

### Trama
Dopo essersi nutrito del sangue di Beth per rimettersi in sesto dopo la disavventura nel deserto, Mick evita la donna per non metterla nuovamente in pericolo. Un vampiro però uccide una escort, i cui genitori avevano ingaggiato Mick per rintracciarla, così si trovano coinvolti nuovamente nella medesima indagine.
Josh e Beth organizzano una cena per il loro primo anno di fidanzamento.
- Guest star: Jordan Belfi (Josh), Janelle Giumarra, Casey Labow, Nate Mooney, Wes Robinson, Tami Roman e Brian White (Tenente Carl Davis)

## Una vecchia fiamma
- Titolo originale: B.C.
- Diretto da: Paul Holahan
- Scritto da: Erin Maher e Kathryn Reindl

### Trama
Beth sta seguendo per BuzzWire il servizio fotografico per la nuova collezione di un affermato stilista quando la modella muore.
Josef chiede a Mick di rintracciare Lola, una vampira che frequenta da secoli scomparsa improvvisamente. Le indagini portano entrambi a un Club appena aperto.
- Guest star: Jordan Belfi (Josh), Patrick Fischler, Anil Raman, Holly Valance e Kevin Weisman

## Sosia
- Titolo originale: The Ringer
- Diretto da: Chris Fisher
- Scritto da: Josh Pate

### Trama
Sul luogo di un incendio Mick vede una fotografa identica a Coraline, la sua ex moglie, la donna che lo ha trasformato in un vampiro. La donna è Morgan, una fotografa free lance che collabora con BuzzWire. Quando viene aggredita nel suo appartamento da un ladro Beth chiede a Mick di indagare sull'accaduto.
- Guest star: Tami Roman

## Un orribile ritorno
- Titolo originale: 12:04 AM
- Diretto da: Dennis Smith
- Scritto da: Jill Blotevogel

### Trama
Beth segue l'esecuzione di Donovan Shepherd, il capo di una setta di serial killer. Audrey Pell, unica superstite e testimone chiave del processo, è ospite di Beth quando riceve una misteriosa telefonata e si convince di averlo visto dalla finestra. Per rassicurala Beth chiede a Mick di indagare.
Beth ricorda chi l'ha salvata quando fu rapita da piccola.
- Guest star: Gideon Emery, Mark D. Espinoza, Sarah Foret, Mark Totty e Brian White (Tenente Carl Davis)

## Fiore di giglio
- Titolo originale: Fleur de Lis
- Diretto da: James Whitmore Jr.
- Scritto da: Gabrielle Stanton e Harry Werksman

### Trama
Beth scopre che Morgan è Coraline, la donna che l'aveva rapita quando era piccola per creare una vera famiglia con Mick.
Mick viene ingaggiato da un uomo per seguire la moglie Tina e decide di chiedere aiuto a Morgan per le fotografie.
- Guest star: Richard Cox, Kathleen Munroe, Tami Roman, Marc Anthony Samuel e Victor Webster.

## La bella addormentata
- Titolo originale: Sleeping Beauty
- Diretto da: John T. Kretchmer
- Scritto da: Trevor Munson e Ron Koslow

### Trama
Morgan è Coraline tornata umana. Ricoverata in ospedale dopo l'aggressione di Beth la donna è in coma.
Un uomo ingaggia un killer per uccidere Josef.
- Guest star: Ian Abercrombie, Jordan Belfi (Josh), Alice Greczyn, Paul Rae, Tami Roman e Nick Tarabay

## L’amore è eterno
- Titolo originale: Love Lasts Forever
- Diretto da: Paul Holahan
- Scritto da: Josh Pate

## La cura mortale
- Titolo originale: The Mortal Cure
- Diretto da: Eric Laneuville
- Scritto da: Chip Johannessen

## Destinato a fingere
- Titolo originale: Fated To Pretend
- Diretto da: David Barrett
- Scritto da: Gabrielle Stanton e Harry Werksman

## La dura vita delle celebrità
- Titolo originale: Click
- Diretto da: Scott Lautanen
- Scritto da: Erin Maher e Kathryn Reindl

## Quello che si abbandona
- Titolo originale: What's Left Behind
- Diretto da: Chris Fisher
- Scritto da: Jill Blotevogel

## Moonlight Sonata
- Titolo originale: Sonata
- Diretto da: Fred Toye
- Scritto da: Ethan Erwin